# Hevesi Tamás
Hevesi Tamás (Gyula, 1964. június 20. –) magyar énekes, labdarúgóedző.

## Életútja
Középiskolai tanulmányait a szentesi Horváth Mihály Gimnáziumban, valamint a gyulai Erkel Ferenc Gimnázium és Kollégiumban végezte (ez utóbbiban csak a 2. gimnáziumi évet). 1978-ban megalapította a HeHaKi – Japánszky 80 nevű kollégiumi formációt, új számait (Csalódás, Te csak…) viszont már az 1980-ban alapított Névtelen Nulla zenekarban énekelte el. A zenekar, melynek tagjai Erdős Péter, Fábián Tamás, Gyuris Róbert, Hevesi Imre és Hevesi Tamás voltak, több országos sikert ért el.
Miután nem sikerült bejutnia a Színház- és Filmművészeti Főiskolára, a sport felé fordult, sikeres volt  atlétikában és labdarúgásban.
A zenekar 1983-ban először Szegedre, majd 1984-ben Budapestre költözött, ahol 1985-ben kiadták az első stúdiófelvételeket  Esernyő és Miért? címmel. Ez utóbbi felkeltette a szakmabeliek figyelmét, így elkészíthették első kazettájukat, az Első lépéseket. A Fábián Tamás – Hevesi Imre – Hevesi Tamás – Ürmössy László négyes ezután új lehetőséget kapott Victor Mátétól két másik felvétel elkészítésére a Magyar Rádióban. Ezek a Diadal (Csíkos napernyő címen vált ismertté) és a Jeremy voltak. A sikereket elért zenekar számára újabbnál újabb lehetőségek adódtak, mígnem 1987-ben megjelent a Névtelen Nulla első lemeze Jeremy-I-II címmel. Néhány tagcsere után a Juhász Lászlóval és Köles Istvánnal kiegészült formáció a magyar könnyűzenei élet egyik jelentős együttesévé vált.
Utazgatásai során Hevesi végiggitározta és -énekelte a világot, jórészt utcai zenélésből élt, mígnem Ausztráliában, Fremantle-ben egy milliomos menedzser felfedezte tehetségét, és szerződést ajánlott neki. 1989-ben hazautazott, majd június 8-án egy négyórás búcsúkoncerten a Névtelen Nulla együttessel elbúcsúzott az országtól. 1990-1994 között távoktatással végzett el egy ausztrál gazdasági főiskolát marketingturizmus szakon.
1994-ben megjelent az Ezt egy életen át kell játszani című videóklip (Herendi Gábor és csapata készítette). Az azonos című album, első szólóalbuma, platinalemez lett, amit sok fellépés követett. 1995-ben megjelent második lemeze, az Abo-Abo.. 1997-ben megjelent a Másnak látsz című album. Több dal erről a lemezről is sláger lett, melyeket a mai napig is játszanak a rádiók. Ennek a lemeznek külön érdekessége, hogy minden hangszer élőben van rögzítve (nem manipulálták számítógépekkel).
2000-ben jelent meg negyedik albuma, a Vagyok. A sydneyi olimpia évében Sydney felé című dala a Magyar Olimpiai Csapat indulója lett. Még ez évben az Arany Lyra, valamint a Roland Barátság Díjat is. 2001-ben a vajdasági Kanizsa város vezetősége Pro Urbe Díjjal jutalmazta töretlen vonzalmát a határokon túli magyarokért. 2003. december 1-jén megjelent az ötödik Hevesi-album Van egy hely címmel. Legújabb lemeze 2009-ben került a boltokba.
Felesége: Hevesi Krisztina sportpszichológus, egészségfejlesztő szakpszichológus, egyetemi oktató.

## Slágerlistás helyezései
Legsikeresebb albuma az Ezt egy életen át kell játszani című, amely 1994-ben négy héten keresztül vezette a MAHASZ hivatalos slágerlistáját és összesen 26 hétig szerepelt rajta. Az 1995-ös Abo abo című albuma a 26. helyre került, és hat hétig szerepelt a listán. A Rádiós Top40 játszási listára a Megint egy nap, az Elválás és a Végre egy buli már című számai kerültek fel. A Névtelen Nulla együttessel előadott Jeremy című száma több héten át vezette a rádiók játszási slágerlistáját, a Jeremy I-II album 47 000 példányban kelt el, megközelítve ezzel az akkori aranylemez példányszámot.

## Albumok
- Diadal (1986)
- Jeremy I-II (Névtelen Nulla, 1987)
- Ezt egy életen át kell játszani (BMG, 1994)
- Abo abo (BMG, 1995)
- Másnak látsz (Warner-Magneoton, 1997)
- Vagyok (NarRator records, 2000)
- Van egy hely (NarRator records, 2003)
- Egy új világ... (2009)

## Díjai
- Arany Lyra díj (2000)
- Roland barátság-díj (2000)
- Pro Urbe díj (2001)
- Békés Megyei Prima-díj (2016)[2]